# Homoki bunkóscsápúsáska
A homoki bunkóscsápúsáska (Myrmeleotettix antennatus) a sáskafélék családjába tartozó, Kelet-Európában és Nyugat-Szibériában honos sáskafaj.

## Megjelenése
A homoki bunkóscsápúsáska testhossza a hím esetében 10-13 mm, a nőstény 14-26 mm. Kis termetű, karcsú testalkatú faj. Alapszíne a környezethez alkalmazkodva okkersárgás, szürkésbarna vagy sötétbarna, rajta kisebb-nagyobb sötét foltokkal. A hím csápja igen hosszú, majdnem testhossznyi; csápvége sötét, széles és lapos. A nőstény csápvége nem szélesen lapított, inkább csak bunkós és a csáp is rövidebb. A torpajzs élei befelé törnek, gyakran sötéten szegélyezettek. Az ajaktapogatók fehérek. A feltűnően keskeny szárnyak (a hímek szárnya 5x, a nőstényeké 6x olyan hosszú, mint amilyen széles) mindkét nem esetében kissé túlhaladják a hátsó térdet. A szárnyak gyakran sötéten pettyezettek, főleg a sárga alapszínű példányok esetében. A hallószerv feltűnően keskeny és körülbelül 4-8x olyan hosszú, mint amilyen széles.
Éneke halk, rövid, 1,5-3 másodperces cirpelésekből áll, melyeket rendszertelenül, sokszor hosszú szünetekkel ad elő.

### Hasonló fajok
A kis bunkóscsápúsáska hasonlít hozzá.

## Elterjedése
Kelet-Európában és Nyugat-Szibériában honos. Elterjedésének nyugati határát a Kárpát-medencében éri el. Magyarországon homoktalajokon többfelé (pl. Kiskunság, Nyírség, Somogy, Gönyű környéke, Dél-Mezőföld) de csak szórványosan fordul elő. 

## Életmódja
Kizárólag homokos talajú élőhelyeken, homoki gyepeken, sztyeppéken, folyók árterületén fordul elő, ahol a vegetáció ritkás (de nem hiányzik teljesen) és talaj kisebb-nagyobb területen csupasz.       
Kifejlett egyedeivel júliustól októberig találkozhatunk. Közei rokonaihoz hasonlóan a hím bonyolult, csáp- és ajaktapogató-mozdulatokkal kísért rituáléval udvarol a nősténynek. A nőstény a talajba rakja petéit, ahol azokból áttelelés után április-májusban kelnek ki a lárvák.  

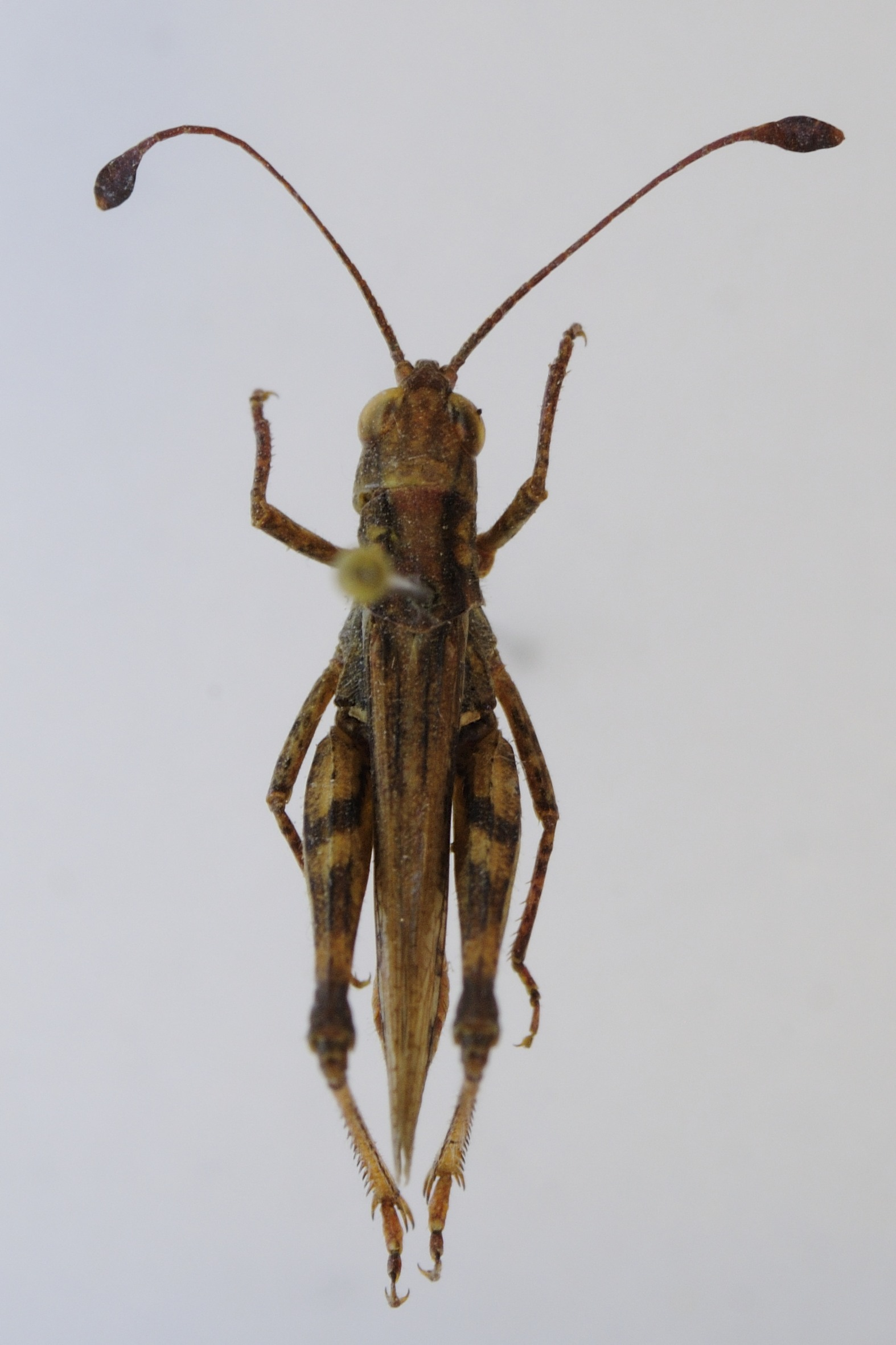
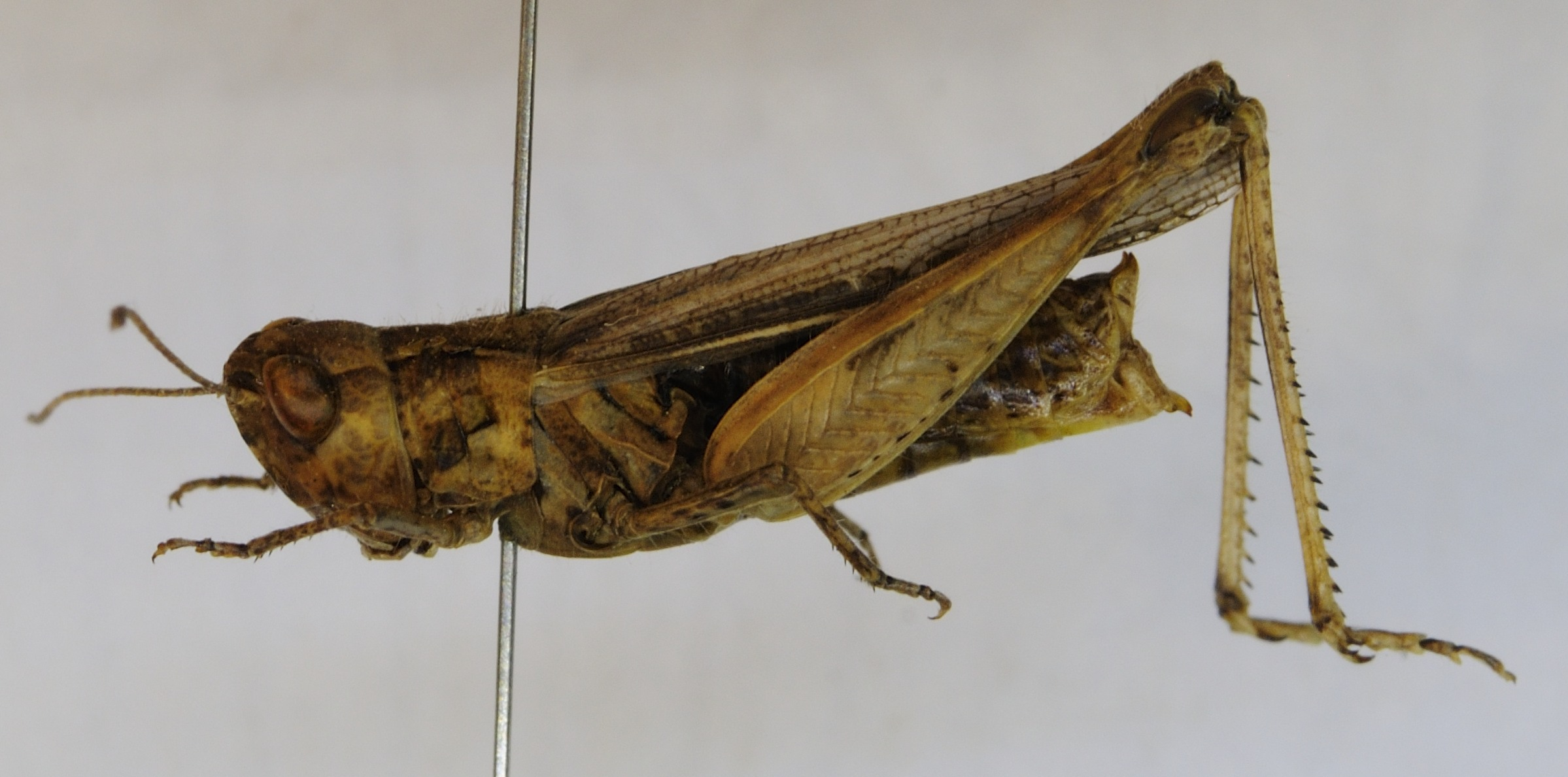
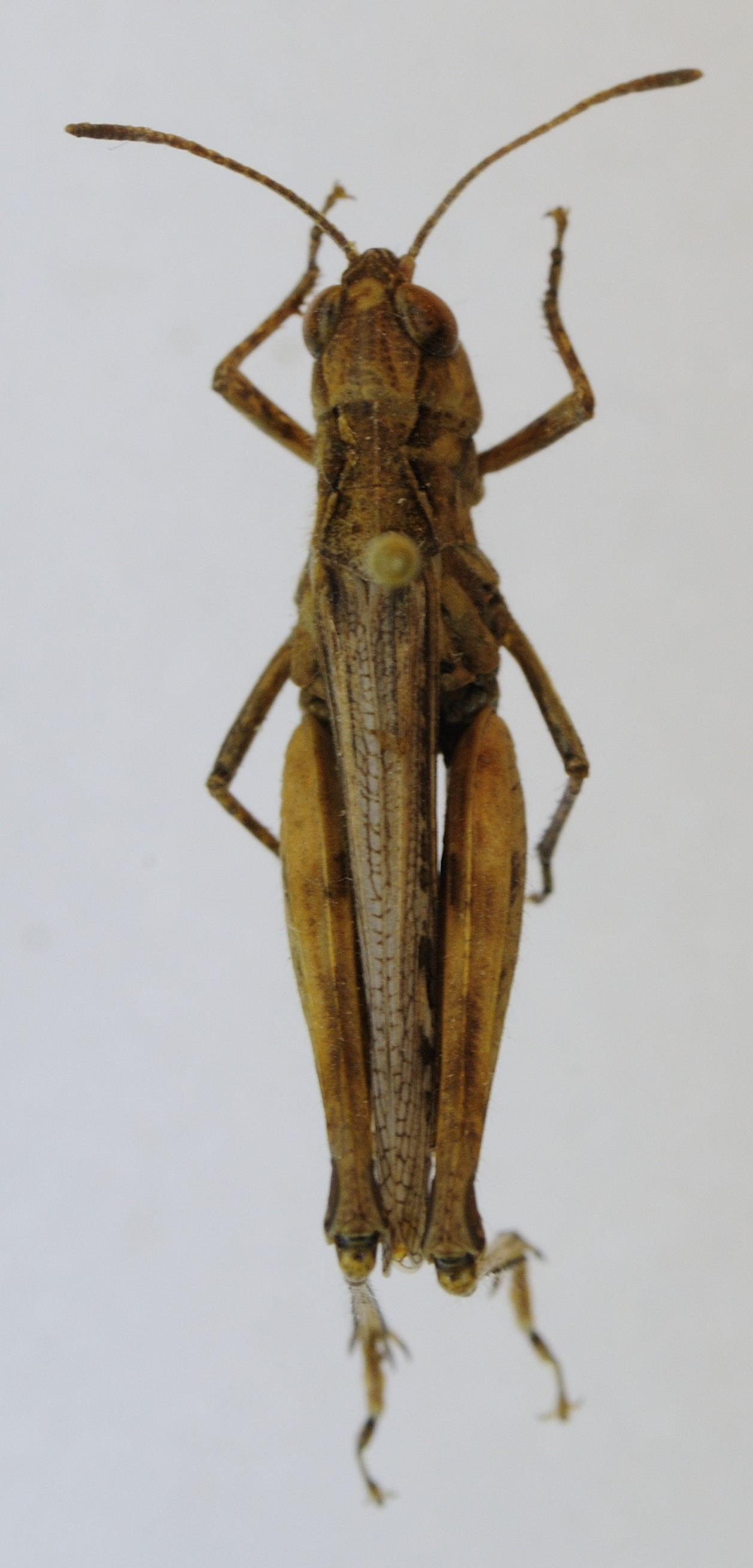
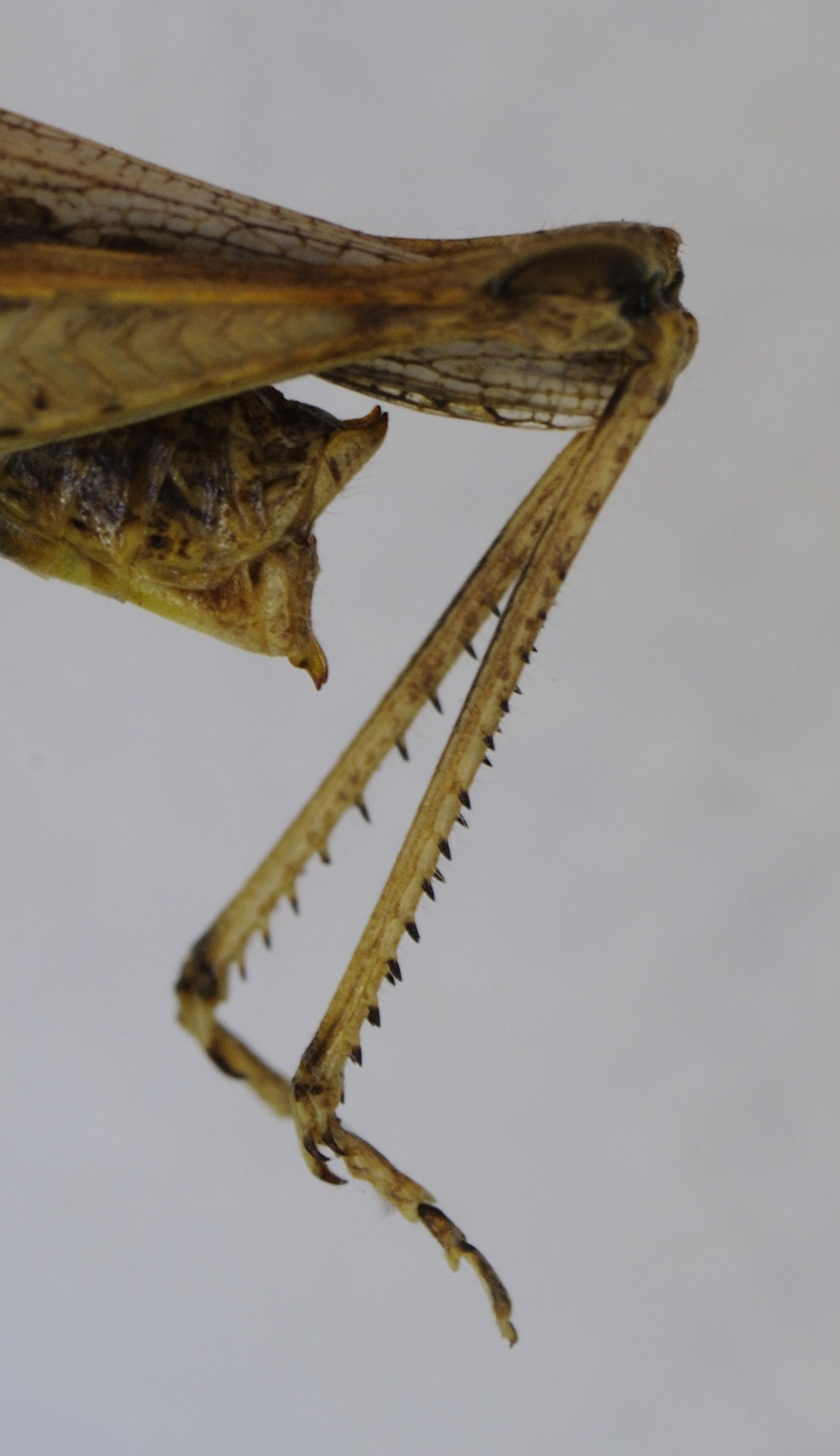

Magyarországon nem védett.